# Oligoplectus succini
Oligoplectus succini är en rundmaskart som först beskrevs av Duisberg 1862.  Oligoplectus succini ingår i släktet Oligoplectus och familjen Plectidae. Inga underarter finns listade i Catalogue of Life.